# اريك شيفر
اريك شيفر (بالإنجليزية: Eric Schafer)‏ هو فنان قتال مختلط أمريكي، ولد في 20 سبتمبر 1977 في فوند دو لاك في الولايات المتحدة.

## وصلات خارجية
- اريك شيفر على موقع يو إف سي (الإنجليزية)
- اريك شيفر على موقع شيردوغ (الإنجليزية)